# Acuerdos de Dayton
El Acuerdo Marco General para la Paz en Bosnia y Herzegovina (o GFAP por sus siglas en inglés), también conocido como Acuerdos de Dayton o Protocolo de París, se refiere al tratado de paz firmado en 1995 en la base aérea de Wright-Patterson, en Dayton (Ohio, Estados Unidos), por Croacia, Yugoslavia y Bosnia y Herzegovina, que supuso el fin de la guerra de Bosnia, dentro del conjunto de conflictos armados acaecidos entre 1991 y 1995 durante el proceso de desmembramiento de la antigua República Federal Socialista de Yugoslavia.
La conferencia tuvo lugar entre el 1 y el 21 de noviembre de 1995. Los acuerdos fueron impulsados por el presidente estadounidense Bill Clinton, y junto con el negociador estadounidense Richard Holbrooke y el general también estadounidense Wesley Clark, fueron suscritos por los principales dirigentes de los estados en conflicto, como el presidente yugoslavo Slobodan Milošević (por la República Federativa de Yugoslavia), el croata Franjo Tudjman (por la República de Croacia), y el bosnio Alija Izetbegović (por la República de Bosnia y Herzegovina).
El acuerdo formal fue firmado y ratificado por todas las partes implicadas, en París (Francia) el 14 de diciembre del mismo año. Con la firma del Acuerdo, los tres Estados balcánicos se comprometieron a guiarse en sus relaciones de acuerdo con la Carta de las Naciones Unidas, respetando plenamente "la igualdad soberana de las demás", y arreglando las controversias por medios pacíficos, absteniéndose "de todo acto, mediante amenaza o uso de la fuerza o por otro medio, contra la integridad territorial o la independencia política de Bosnia y Herzegovina o de cualquier otro Estado". Además, la República Federativa de Yugoslavia, y Bosnia y Herzegovina, se reconocieron mutuamente como "Estados soberanos independientes dentro de sus fronteras internacionales".

## Contenido del Acuerdo

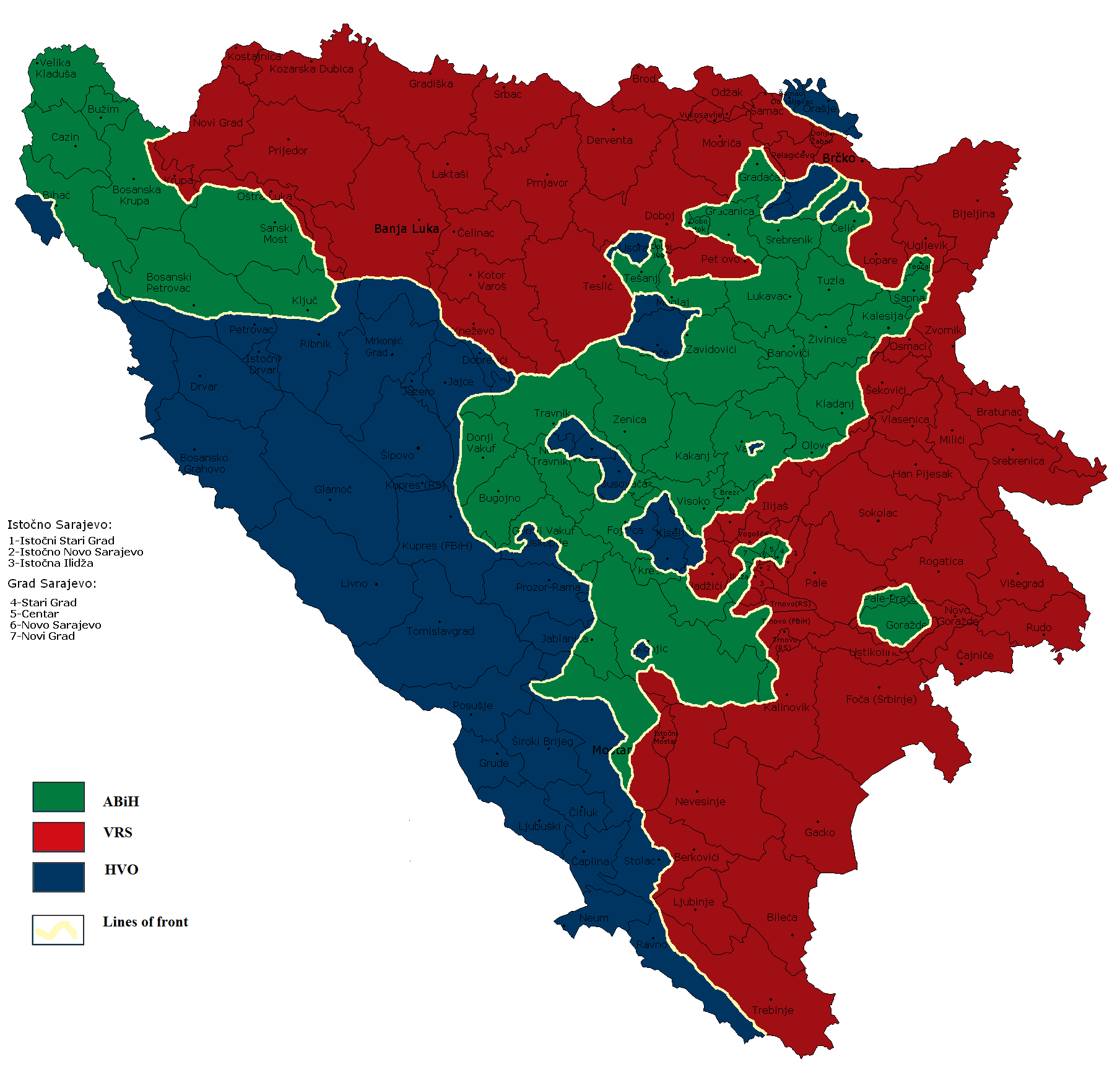
Situación militar de Bosnia y Herzegovina durante la guerra de Bosnia, antes del Acuerdo de Dayton. Las zonas controladas por los serbios están en rojo, las de los croatas en azul y las de los bosnios musulmanes en verde.

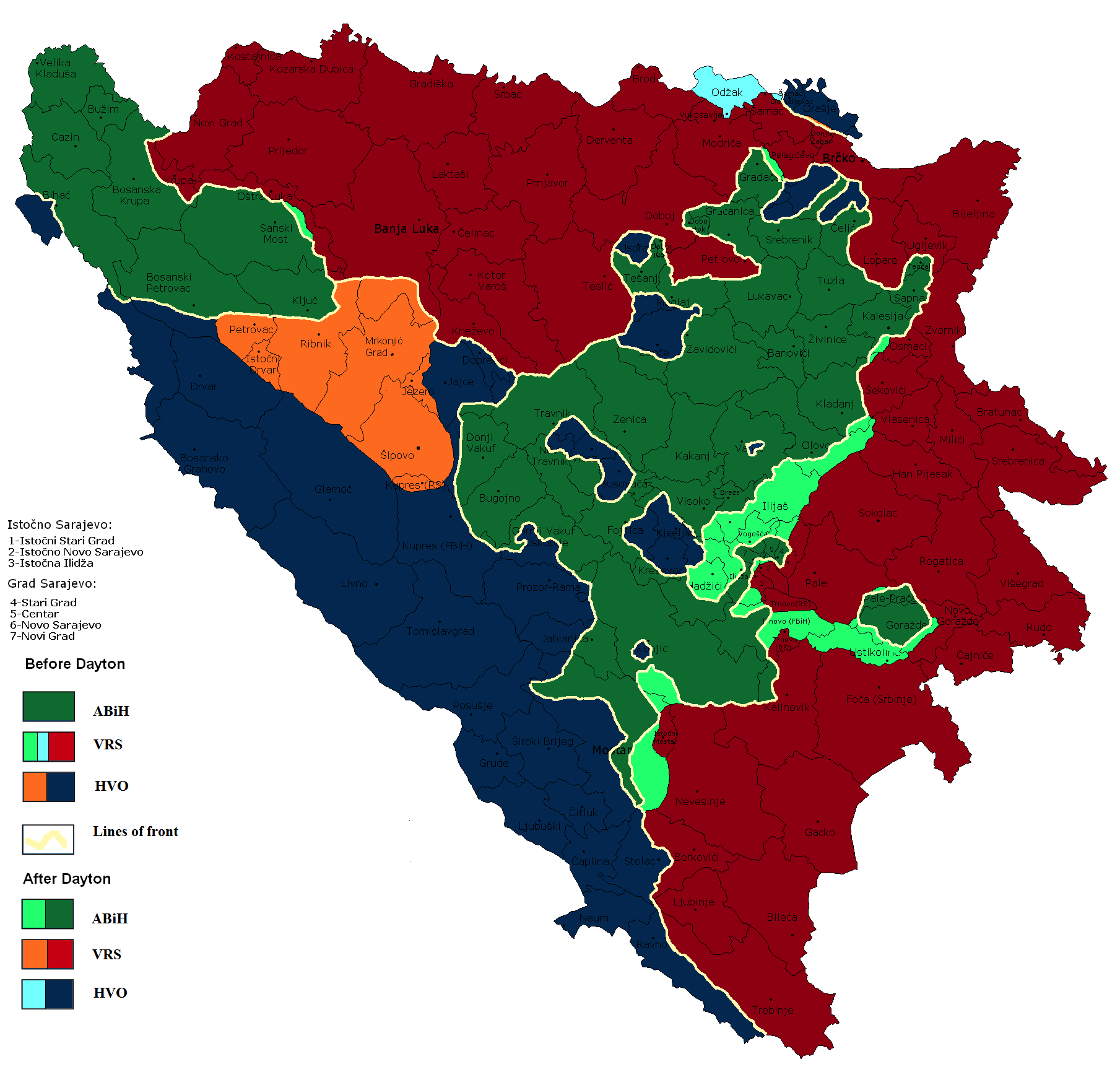
Cambios territoriales.

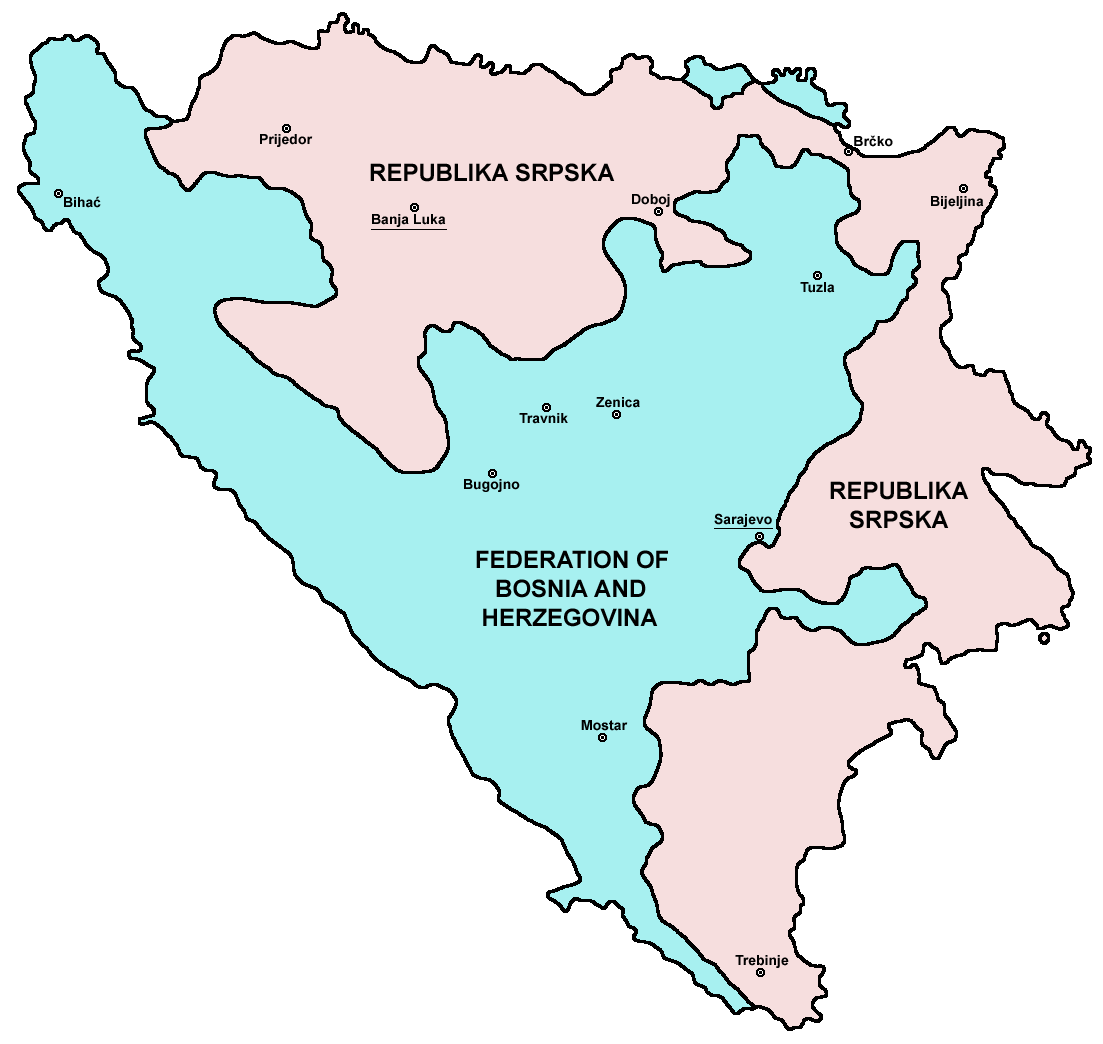
División territorial de Bosnia y Herzegovina tras la firma de estos acuerdos.

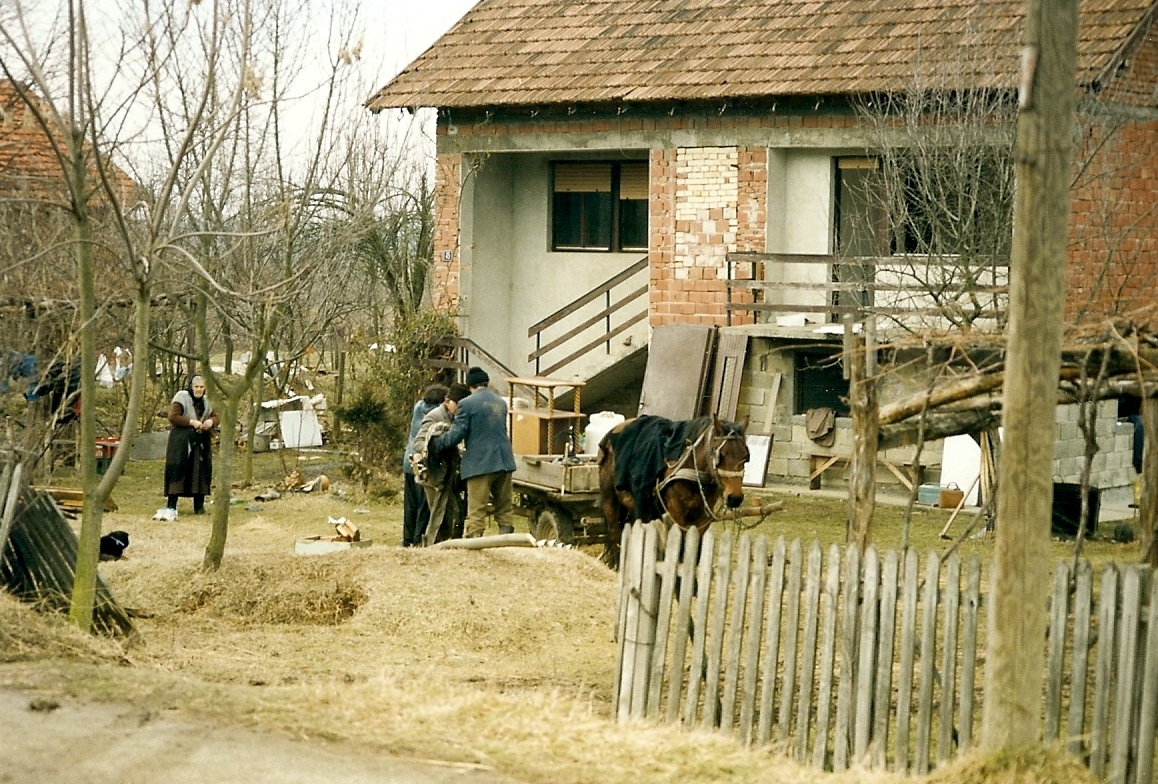
Familias serbias obligadas a abandonar sus hogares debido a las regulaciones del acuerdo de Dayton de 1995. Fotografía tomada cerca de la ciudad de Modriča, al noreste de Bosnia.

El principal objetivo del acuerdo es promover la paz y la estabilidad en Bosnia y Herzegovina, y apoyar el equilibrio regional dentro y alrededor de la antigua República de Yugoslavia.
Las actuales divisiones políticas de Bosnia y Herzegovina y su estructura de gobierno fueron acordadas como parte de la constitución que conforma el Anexo 4 del Acuerdo Marco General concluyó en Dayton. Un componente clave de esto fue el trazado de la línea fronteriza entre las entidades, a la que muchas de las tareas que figuran en los anexos referidos.
El Estado de Bosnia Herzegovina se estableció como unión de la Federación de Bosnia-Herzegovina y de la República Srpska. Bosnia y Herzegovina es un estado completo, en lugar de una confederación; ninguna entidad o entidades jamás podían separarse de Bosnia y Herzegovina a menos que a través de un debido proceso legal. Aunque altamente descentralizado en sus Entidades, todavía conservaría un gobierno central, con una Presidencia rotatoria Estado, un banco central y un tribunal constitucional.
El acuerdo ordenó una amplia gama de organizaciones internacionales para monitorear, supervisar e implementar componentes del acuerdo. La IFOR (Fuerza de Implementación) dirigida por la OTAN fue la responsable de la implementación de los aspectos militares del acuerdo desplegado el 20 de diciembre de 1995 de hacerse cargo de las fuerzas de la UNPROFOR (Fuerza de Protección de las Naciones Unidas). La Oficina del Alto Representante se encargó de la tarea de aplicación civil. La Organización para la Seguridad y la Cooperación en Europa fue la encargada de organizar las primeras elecciones libres en 1996.

### Decisión del Tribunal Constitucional de Bosnia y Herzegovina
El 13 de octubre de 1997, el Partido 1861 de la Ley de Croacia y el Partido 1861 de la Ley de Bosnia-Herzegovina solicitaron a la Corte Constitucional de Bosnia y Herzegovina anular varias decisiones y confirmar una decisión de la Corte Suprema de la República de Bosnia y Herzegovina, para revisar la constitucionalidad del Acuerdo Marco general de Paz en Bosnia y Herzegovina, ellos alegaban que el acuerdo violaba la Constitución de Bosnia y Herzegovina de una manera en la que socavaba la integridad del Estado y que podía provocar la disolución de Bosnia y Herzegovina. El Tribunal llegó a la conclusión de que no es competente para resolver las controversias en lo que respecta a las decisiones mencionadas, ya que los demandantes no eran sujetos que estuvieran identificados en el artículo VI.3 (a) de la Constitución, en lo que se refiere a aquellos que pueden remitir los conflictos a la Corte. El Tribunal también rechazó otra solicitud indicando:

(...) la Corte Constitucional no es competente para evaluar la constitucionalidad del Acuerdo del Marco General como el Tribunal Constitucional ha sido, de hecho se ha establecido en la Constitución de Bosnia y Herzegovina con el fin de defender esta Constitución (...) La Constitución de Bosnia y Herzegovina fue adoptada como Anexo IV del Acuerdo Marco General de Paz en Bosnia y Herzegovina, y por lo tanto no puede haber un conflicto o una posibilidad de conflicto entre este Acuerdo y la Constitución de Bosnia y Herzegovina.

Este fue uno de los primeros casos en que la Corte tuvo que hacer frente a la cuestión de la naturaleza jurídica de la Constitución. Al hacer la observación de la forma de obiter dictum en relación con el Anexo IV (la Constitución) y el resto del acuerdo de paz, el Tribunal "estableció las bases de la unidad jurídica" de la totalidad del acuerdo de paz, lo que implicó, que todos los anexos estén en la igualdad jerárquica. En decisiones posteriores, el Tribunal de Justicia confirmó esto usando otros anexos del acuerdo de paz como base directa para el análisis y no sólo en el contexto de la interpretación sistemática del Anexo IV. Sin embargo, desde que la Corte rechazó la solicitud presentada de los demandantes, que no entró en detalles sobre las cuestiones controvertidas de la legalidad del proceso en el que la nueva Constitución (Anexo IV) llegó al poder, que sustituyó a la Constitución de la República de Bosnia y Herzegovina. El Tribunal utilizó el mismo razonamiento para desestimar la reclamación similar en un caso posterior.

## Cambios territoriales
Antes del acuerdo de Dayton, los serbobosnios controlaban alrededor del 46% de Bosnia y Herzegovina (23.687 km²) mientras que los  bosnios el 28% (14.505 km²) y los bosniocroatas el 25% (12.937 km²).
Los serbobosnios recibieron grandes extensiones de territorios montañosos (4% de los bosniocroatas y algunas pequeñas cantidades de bosnios), pero fueron presionados a entregar Sarajevo y algunas posiciones vitales de Bosnia Herzegovina oriental. Con todo, cambiando calidad por cantidad, su porcentaje creció al 49% (48 si se excluye el Distrito Brčko, 24.526 km²) de un poco más del 46% antes de Dayton.
Los Bosnios obtuvieron la mayor parte de Sarajevo y algunas posiciones importantes en el este de Bosnia y Herzegovina, mientras que perdieron sólo unos pocos lugares en el monte Ozren y en el oeste de Bosnia. Su porcentaje aumentó del 28%, antes de Dayton, a 30% después del acuerdo siendo los territorios conseguidos, en gran medida, de una mejor calidad. Grandes extensiones de tierras habitadas antes de la guerra por bosnios (y bosniocroatas) permanecieron bajo control de los serbobosnios.
Los Bosniocratas entregaron más del 4% del territorio de Bosnia y Herzegovina a los serbobosnios (9% de la actual Republika Srpska) retirándose también del cantón Una-Sana y de Donji Vakuf (en el cantón central de Bosnia). La pequeña ampliación del cantón de Posavina (Odžak y partes del municipio Domaljevac) no ha cambiado el hecho de que después de Dayton los bosniocroatas controlan solo el 21% de Bosnia y Herzegovina (10.640 km²), sobre todo en comparación con más del 25% de antes de Dayton. Es importante tener en cuenta que uno de los territorios más importantes croatas de Bosnia (Posavina y Bosanski Brod, Bosanski Samac y Derventa) quedaron fuera de control los bosniocroatas.